# Moimenta da Beira
Moimenta da Beira (moi'mẽtɐ dɐ 'bɐiɾɐ) è un comune portoghese situato nel distretto di Viseu. Appartenente alla Regione Nord e subregione del Douro, con circa 2 400 abitanti.
È sede di un territorio (concelho) con 219,75 km² di area e 11 074 abitanti (2001), suddivisi in 20 villaggi (freguesias). Il territorio è limitato a nordest da Tabuaço, a sudest da Sernancelhe, a sud da Sátão, ad ovest da Vila Nova de Paiva e Tarouca e a nordest da Armamar.
La localisazione geografica del concelho di Moimenta da Beira, tra la valle del Douro, di clima tipicamente mediterranio e le terre alte della Beira Alta, di clima di montagna, favorevole all'existenza di specie vegetali e animali variegate. Famosa per la produzione di vino e mele, principalmente della specie "bravo de esmolfe", e, anche, per essere il paese dove lo scrittore Aquilino Ribeiro visse in varie fasi della sua vita, più precisamente nel piccolo villaggio di Soutosa.

## Società

### Evoluzione demografica
| Popolazione di Moimenta da Beira (1801 – 2004) | Popolazione di Moimenta da Beira (1801 – 2004) | Popolazione di Moimenta da Beira (1801 – 2004) | Popolazione di Moimenta da Beira (1801 – 2004) | Popolazione di Moimenta da Beira (1801 – 2004) | Popolazione di Moimenta da Beira (1801 – 2004) | Popolazione di Moimenta da Beira (1801 – 2004) | Popolazione di Moimenta da Beira (1801 – 2004) | Popolazione di Moimenta da Beira (1801 – 2004) |
| ---------------------------------------------- | ---------------------------------------------- | ---------------------------------------------- | ---------------------------------------------- | ---------------------------------------------- | ---------------------------------------------- | ---------------------------------------------- | ---------------------------------------------- | ---------------------------------------------- |
| 1801                                           | 1849                                           | 1900                                           | 1930                                           | 1960                                           | 1981                                           | 1991                                           | 2001                                           | 2004                                           |
| 1747                                           | 6851                                           | 14555                                          | 13578                                          | 15272                                          | 12809                                          | 12317                                          | 11074                                          | 11053                                          |

## Freguesias
- Alvite
- Arcozelos
- Baldos
- Cabaços
- Caria
- Castelo
- Leomil
- Moimenta da Beira
- Paradinha e Nagosa
- Passô
- Pêra Velha, Aldeia de Nacomba e Ariz
- Peva e Segões
- Rua
- Sarzedo
- Sever
- Vilar